# 監視哨
監視哨（英語：Observation post，OP）又稱觀測所，是指臨時或固定的位置，士兵可以用於直接射擊或監視敵軍動向。監視哨通常秘密部署在距離敵軍非常近的地方，是由偽裝材料掩蔽的小型建築，如果前線穩定較長的時間，觀察哨可能會發展成類似掩體的設施。

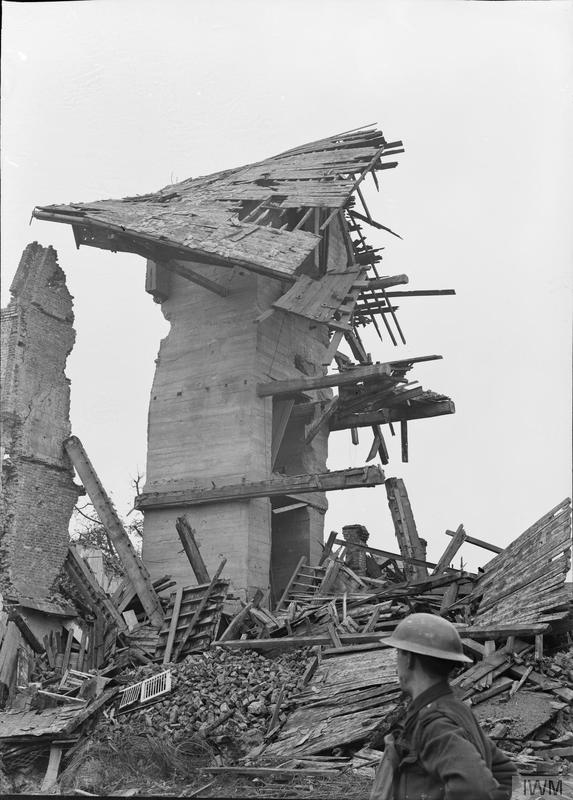
1918年百日攻勢，德軍隱藏在房屋廢墟中的混凝土觀察哨。

## 技術
根據美國陸軍機械化步兵班作戰課程手冊，監視哨為排提供安全和情報，必須注意地點選擇、觀察內容、掩護隱蔽等，監視哨應配備至少兩人如果必須長期維持則應配備更多人員，用於防禦和人員輪替，哨內的監視者必須約每30分鐘休息一次，因為在這樣的持續時間之後，警覺性會明顯下降，而且應有與其指揮系統進行通信的方式，最好是通過有線方式而不是透過透過無線電。